# Lisa Ajax
Lisa Kristina Ajax, švedska pevka, * 13. avgust 1998.

## Kariera
Leta 2012 je sodelovala na Lilla Melodifestivalen s pesmijo »Allt som jag har«. Leta 2014 je postala zmagovalka švedskega Idola. Lisa je leta 2016 sodeloval na Melodifestivalen 2016 s pesmijo »My Heart Wants Me Dead« in se uvrstil v finale, ki je potekal 12. marca 2016 v Friends Areni. V finalu se je uvrstila na sedmo mesto.
Dne 30. novembra 2016 je bilo objavljeno, da je Ajaxova ena izmed 28 udeležencev Melodifestivalena 2017. Nastopila je v drugem polfinalu s pesmijo »I Don't Give A«. V drugem polfinalu se je uvrstila na tretje mesto in tako pridobila še drugo možnost, da pride v finale. Za nasprotnika je dobila Axla Schylström, ki ga je tudi premagala. Prebila se je v finale, ki je potekal dne 17. marca 2017, kjer je zasedla deveto mesto.
Dne 27. novembra 2018 so objavili, da bo Lisa Ajax ponovno nastopila na Melodifestivalen 2019 s pesmijo »Torn«. Nastopila je v četrtem polfinalu in se uvrstila na tretje mesto in tako ponovno dobila nasprotnika za nastop v finalu. Njen nasprotnik je postal Martin Stenmarck, ki je že zastopal Švedsko na pesmi Evrovizije 2005; premagala ga je za skoraj pol milijona glasov in se je ponovno uvrstila v finale, v katerem je končala na devetem mestu.
Leta 2022 se je udeležila Melodifestivalen 2022; skupaj z raperjem Niello sta izvedla pesem »Tror du att jag bryr mig«. Nastopila sta v drugem polfinalu, dne 12. februarja 2022, in končala na zadnjem mestu, zato se nista uvrstila v finale. Leta 2021 je izdala svoj prvi singel v švedščini, »Jag måste«. Pesem je napisala z Antonom Engdahlom in Marcusom Holmbergerjem.
Leta 2022 je sodelovala kot zvezdniška plesalka v švedski oddaji Let's Dance 2022, ki ga je prenašala TV4. S plesalcem Tobiasom Baderjem sta se uvrstila na sedmo mesto. Leta 2024 je že petič sodelovala na Melodifestivalen s pesmijo »Awful Liar«. Nastopila je v prvem predizboru in zmagala in se uvrstila v finale, kjer je zasedla 9. mesto. 

## Diskografija

### EP
| Naslov         | Podrobnosti                                                                              | Najvišja uvrstitev na lestvicah |
| Naslov         | Podrobnosti                                                                              | SWE                             |
| -------------- | ---------------------------------------------------------------------------------------- | ------------------------------- |
| »Unbelievable« | - Objavljeno: 12. decembra 2014 - Založba: Universal Music AB - Format: digitalni prenos | 2                               |
| »Collection«   | - Objavljeno: 19. maja 2017 - Založba: Capitol - Format: digitalni prenos                | —                               |

### Pesmi
| »Love for Run«                                | 2014 | 55 | Unbelievable          |  |  |  |  |  |
| »Unbelievable«                                | 2014 | 14 | Unbelievable          |  |  |  |  |  |
| »Blue Eyed Girl«                              | 2015 | —  | —                     |  |  |  |  |  |
| »My Heart Wants Me Dead«                      | 2016 | 10 | Collection            |  |  |  |  |  |
| »Give Me That«                                | 2016 | —  | Collection            |  |  |  |  |  |
| »Love Me Wicked«                              | 2016 | —  | Collection            |  |  |  |  |  |
| »I Don't Give A«                              | 2017 | 25 | Collection            |  |  |  |  |  |
| »Number One« (skupaj s Atle)                  | 2017 | —  | Collection            |  |  |  |  |  |
| »Think About You«                             | 2018 | —  | —                     |  |  |  |  |  |
| »Torn«                                        | 2019 | 9  | Melodifestivalen 2019 |  |  |  |  |  |
| »Jag måste«                                   | 2020 | —  | —                     |  |  |  |  |  |
| »Tror du att jag bryr mig« (skupaj s Niellom) | 2022 | 7  | Melodifestivalen 2022 |  |  |  |  |  |
| »Awful Liar«                                  | 2024 | 20 | —                     |  |  |  |  |  |
|                                               |      |    |                       |  |  |  |  |  |